# Wyszakowo
Wyszakowo – wieś w Polsce położona w województwie wielkopolskim, w powiecie średzkim, w gminie Zaniemyśl.
| SIMC    | Nazwa             | Rodzaj     |
| ------- | ----------------- | ---------- |
| 0598530 | Ludwikowo         | przysiółek |
| 0598523 | Wyszakowskie Huby | część wsi  |

W latach 1975–1998 miejscowość administracyjnie należała do województwa poznańskiego.